# Manfred Fischer (Pfarrer, 1933)
Manfred Fischer (* 12. März 1933 in Königsberg; † 8. März 2010 in Stuttgart) war ein deutscher evangelischer Pfarrer der Evangelischen Landeskirche in Württemberg und Geschäftsführender Direktor der Evangelischen Akademie Bad Boll sowie Mitbegründer und erster Geschäftsführer der Offenen Kirche (Württemberg).

## Leben
Fischer studierte Evangelische Theologie u. a. an der Eberhard-Karls-Universität Tübingen und wurde dort besonders von Ernst Käsemann geprägt. Er war von 1959 bis 1962 als Landesjugendvikar tätig, dann zwischen 1962 und 1967 als Pfarrer für Schülerarbeit und internationalen christlichen Jugendaustausch. Von 1967 bis 1980 war er Gemeinde- und Studierendenpfarrer in Stuttgart-Hohenheim/Steckfeld. Von 1980 bis 1996 war Fischer Direktor und später Geschäftsführender Direktor der Evangelischen Akademie Bad Boll.
1972 war Fischer Mitgründer der Offenen Kirche und amtierte bis 1980 als deren erster Geschäftsführer.

## Schriften
- Aufbruch zum Dialog. Auf dem Weg zu einer Kultur des Gesprächs. Fünfzig Jahre Evangelische Akademie Bad Boll. Quell-Verlag, Stuttgart 1995, ISBN 3-7918-3185-2.
- Einmischung in innere Angelegenheiten. Worte Jesus in Variationen und Meditationen für unsere Zeit. Quell-Verlag, Stuttgart 1980, ISBN 3-7918-2091-5.
- Niedergefahren zur Erde. Verlag d. Evang. Gesellschaft,  ISBN 3-7918-2064-8.